# إليزابيث بوث
وُلدت إليزابيث بوث عام 1674، وكانت إحدى المتهِمات في محاكمة السحرة في سالم. ترعرعت في سالم، ماساتشوستس.
كانت بوث ثاني أكبر عشرة أطفال لأبويها. حين كانت بعمر السادسة عشرة، اتُّهمت بكونها ساحرة، وحين بلغت الثامنة عشرة، بدأت باتهام الناس (عشرة أشخاص حسب السجل) بممارسة السحر، من ضمنهم جون بركتر، وإليزابيث بركتر، وسارة بركتر، وويليام بركتر، وبنجامين بركتر، وودي بركتر، وغيلس كوري، ومارثا كوري، وجوب توكي، وويلمانت ريد. أُعدم خمسة منهم بشهادة بوث (جون بركتر، وودي بركتر، وغيلس كوري، ومارثا كوري، وويلمانت ريد). كادت إليزابيث بركتر أن تُعدم أيضاً لولا أنها كانت حاملاً. بعد محاكمة السحرة، تزوجت بوث إسرائيل شاو في 26 ديسمبر 1695، وأنجبا طفلين هما إسرائيل (وُلد في 16 ديسمبر 1698)، وسوسانا (وُلدت في 29 سبتمبر 1703).

## حياتها قبل المحاكمة
وُلدت بوث عام 1674 في قرية سالم لجورج بوث الأب، وأليس تيمبل. تزوج والداها في وقت ما قبل عام 1671 في لين/ سالم، ماساتشوستس. كانت ثاني أكبر أشقائها الذين تضمنوا: جورج الابن، وأليس، وبنجامين، وبريدجت، وماري، وريبيكا، وسوسانا، وزكريا بوث. بالإضافة إلى أشقائها العشرة، كان لديها شقيقان قانونيان. تعمّدت بوث في 19 مايو 1678 بعمر الخامسة في سالم مع عدد من أشقائها هم: بريدجت، وماري، وسوسانا، وزكريا. حين كانت بوث بعمر الثامنة، توفي والدها البيولوجي النجار. تزوجت أمها من جديد ومات زوج أمها بعد أربع سنوات فقط. أخيراً، بعمر الثامنة عشرة، ادعت بوث أنها تعاني من آثار السحر، وأصبحت واحدة من المتهِمات الست لمحاكمة السحرة في سالم.

## دورها في محاكمة السحرة

### الاتهامات ضد بوث
تُعرف بوث في التاريخ الاستعماري الأمريكي لدورها في محاكمة السحرة سيئة السمعة في سالم عام 1692، وبدأ الاهتياج بشأن السحرة في سالم في يناير 1692. اشتُبه بوجود السحر أول مرة ضمن منزل باريس، وهم عائلة تقيم في قرية سالم. استقر ريفريند صموائيل باريس في منصب وزاري في سالم حتى قبل أن يكمل دراسته الجامعية في جامعة هارفارد. في ذلك الوقت، كان ريفريند باريس يملك جارية تدعى تيتوبا، تعمل داخل منزله. كانت هناك إشاعات أنها أخبرت الفتيات قصصاً و«قامت بأنواع أخرى من الممارسات». بعد ذلك، بدأت كل من بيتي باريس، وآبيلغيال ويليامز، اللتان تبلغان تسعة وأحد عشر عاماً بالتوالي، بتجارب مع السحر الأبيض.
في فبراير 1692، بدأت كل من باريس وويليامز بالتصرف بشكل مشكوك فيه، الأمر الذي لفت انتباه العديد من الناس. سقطت الفتاتان في غيوبة، وربضتا في زاوية الغرف، تقولان أشياء لا تمت للمنطق بصلة، وانفجرتا في نوبات تضمنت الصراخ وأعراض الصرع. «كانت عظامهما تلتوي وكأنها مصنوعة من المعجون». انتقل هذا التصرف إلى ست فتيات أخريات في قرية سالم، إحداهن كانت بوث ذات السادسة عشر من عمرها، ما جعلها أحد المتهمات. جاءت مجموعة متنوعة من الأطباء إلى قرية سالم لفحص الفتيات، لكنهم لم يصلوا إلى شيء بالنسبة لتصرفاتهن، ثم شخّص الطبيب ويليام غريفس الأعراض على أنها نابعة عن عمل سحري. استمر ظهور هذه الأعراض على الفتيات، إذ ينفجرن في النوبات، ثم يبدون بعد ذلك بحالة جيدة بشكل كامل. سئلن ماذا أو من سبب لهن معاناتهن هذه، بيد أنهن لم يكن قادرات على الإجابة.
بدأت السلطات باستجواب الأشخاص الذين يُظهرون سلوكاً مشبوهاً لتحديد ما إذا كانوا قد سببوا أو أثروا في حالة الفتيات المصابات. كانت تيتوبا أحد الذين استجوبوا، واعترفت أنها تعرف أربع ساحرات ولديها معرفة بالسلوك والأفعال التي يتخذها السحرة. اعترفت أنها نفسها حاولت قتل الأطفال تحت تأثير الشبح. أيدت هذه الاعترافات ادعاءات الفتيات برؤيتهن للأشباح، وساعدت إلى حد واسع بإقامة محكمة السحرة.

### الاتهامات ضد الآخرين
كانت بوث، بعمر الثامنة عشر من عمرها، أحد المتهِمات الستة في محاكمة السحرة عام 1692 في سالم، ماساتشوستس، مدعية أنها كانت تعاني من آثار السحر. خلال المحاكمة، كانت هناك سجلات تشير إلى أنها اتهمت عشرة أشخاص بممارسة السحر. من المعروف أن خمسة من هؤلاء المتهمين أُعدموا مباشرةً نتيجة لشهادتها، تضمن أولئك الذين اتهمتهم: جون وإليزابيث بركتر، وابنتهم سارة ذات الخامسة عشر من عمرها، وويليام وبنجامين بركتر (اثنين من أبنائهما)، وودي بركتر، وغيلس كوري، ومارثا كوري، جوب توكي، وويلمانت ريد.

## تفاصيل المحاكمات

### كيف حدثت المحاكمات
كانت تهمة بوث الأكثر اعتباراً موجهة ضد جون وإليزابيث بركتر، ثم اتهمت ابنتهم سارة لاحقاً. تحولت بوث من كونها إحدى المتَّهمين إلى متهِمة تستخدم تجربتها ضد الآخرين. أظهرت السجلات أن خمسًا وعشرين شخصاً في سالم إما أُعدموا أو حُكم عليهم بإمضاء حياتهم في السجن. خلال المحاكمات، كانت تُنفذ عدة اختبارات على المتهمين لتحديد ما إذا كانوا بالفعل سحرة. أحد الاختبارات المستخدمة الشائعة حينها كان «اختبار اللمس». يُطلب من المصاب خلال هذا الاختبار الانفجار في نوبة غضب شديدة، ومن ثم ينبغي على المتهم لمس الضحية. في حال هدأت الضحية بعد أن لُمست، تُثبت التهمة على المتهم بكونه ساحراً لأنه يُعتقد أن «السموم الشريرة» التي عذبت الروح المصابة قد عادت إلى صاحبها. لم يرغب الكثير من الناس بتقديم إفاداتهم، لذا استخدمت المحكمة أحياناً وسائل تعذيب للحصول على الاعتراف. كان «الغمس» شكلاً شائعاً، إذ يُغمس المتهم تحت الماء حتى تحصل المحكمة على الاعتراف.

### تفاصيل الشهادات
بدأ إرث بوث التاريخي كواحدة من المتهِمات الست في محاكمة السحرة في سالم في 20 مايو 1692، حين اتهمت جون وإليزابيث بركتر بقتل أربعة أشخاص على الأقل. زعمت أن أشباح هؤلاء القتلى قدِموا إليها وأخبروها أنهم قُتلوا على يد الزوجين بركتر وتوسلوا إلى إليزابيث لإيقاف القتلة. أدانت شهادتها، المدعومة من قِبل أختها أليس وأمها، الزوجين بركتر بممارسة السحر، وحُكم على الاثنين بالإعدام. بكل الأحوال، كانت إليزابيث بركتر حاملاً بطفلها السادس، وزُجّت في السجن بدلاً من ذلك لانتظار ولادة طفلها. حين انتهت المحاكمات، أُمهلت إليزابيث بركتر فترة من الوقت، ثم أُطلق سراحها بعد ذلك.
بعد محاكمة إليزابيث وجون بركتر، اتهمت بوث غودي بركتر بالقتل وممارسة السحر، زعمت أن زوج أبيها المتوفى قد قدم إليها وأخبرها أن غودي قتله. لاحقاً، اتَّهم غيلس كوري بـ «التصرف مثل زعيم ثورة» حين «غُمِرَ خمسون شبحاً في منازلهم الريفية لمشاركة الشيطان النبيذ والخبز». أمضى كوري خمسة أشهر في السجن مقيداً إلى السلاسل قبل أن يُدفع إلى حافة الموت.
في 8 يونيو 1692، شهدت بوث أن مارثا كوري (زوجة غيلس كوري) قد قتلت توماس غولد سينر. قالت إن توماس غولد سينر جاء إليها وأخبرها أن مارثا ستقتله إن لم يُحسن معاملة أطفال غودمان باركر. في 22 سبتمبر 1692، بعد ثلاثة أيام فقط من إعدام زوجها، أُدينت مارثا كوري وشُنقت. كانت إحدى آخر الأشخاص الذين أُعدموا في محاكمة السحرة في سالم. في ذات اليوم، أُعدمت ويلمونت ريد بسبب إصابتها لبوث بالسحر، بغض النظر عن أن معظم الأدلة كانت ضرباً من التخمين وغير واقعية. ادعت بوث أيضاً أن جوب توكي حاول إصابتها والآخرين بالسحر، بالإضافة إلي شهادة بوث، شهدت متهِمة أخرى هي سوسانا شيلدون ضد جوب توكي. ادعتا أنه في 7 يونيو 1692 جعل ثمانية أشخاص آخرين «يبكون يرغبون بالانتقام». أثر هذا الحكم على شهادة بوث ضد توكي، ما يعني أنه لا يمكن أن يُدان نظراً لقلة الأدلة الجوهرية.

## حياتها بعد المحاكمة

### زواجها وأطفالها
ترعرعت بوث في منزل حيث كان أبوها وزوج أمها متوفيين بفترة أربع سنوات تفصل ما بينهما. تزوجت أمها أليس مرة أخرى من جورج بوث، لكنه توفي بعد أربع سنوات فقط من زواجهما. ترعرعت إليزابيث في منزل حيث وجب عليها مساعدة أمها بتجهيز العائلة، والتي كانت حينها أمها أليس، وأخيها الأصغر جورج، وأختها الصغرى أليس. قلقت بوث فيما يتعلق بحالتها الزوجية، وإن كان لديها احتمالية لأن تتزوج بعد هاتين المأساتين اللتين حصلتا في عائلتها، يفصل بينهما فترة وجيزة جداً. بعد عامين من محاكمة السحرة، تزوجت بوث إسرائيل شاو في 26 ديسمبر 1695. كانت بسن الثانية والعشرين، وقد تزوج الاثنان في سالم، ماساتشوستس. وُلد إسرائيل شاو في يوليو 1680، كان والداه هما ويليام شاو الأول وإليزابيث فريل. كان أصغر أشقائه الأربعة. أنجبت بوث من إسرائيل طفلين. طفلهما الأول كان صبياً يُدعى إسرائيل، وُلد في 16 ديسمبر 1698. أنجبا بنتاً بعد ذلك، تدعى سوسانا، وُلدت بعد خمس سنوات في 29 سبتمبر 1703. لا يوجد توثيق فيما يتعلق بموت وزواج وذرية أطفالهما.
يُعتقد أن المتهِمات الست قد تزوجن بعد المحاكمة وغيرن أسماءهن، وانتقلن خارج سالم. لكن من غير المؤكد أن جميع الفتيات الست قد انتقلن خارج سالم. بعد المحاكمة، «مُحيت المتهِمات من التاريخ» حسب مؤرخ سالم. كان هناك اعتذار علني واحد من إحدى متهِمات محاكمة سحرة سالم، وهي آن بوتنام. خلال المحاكمة، اتهمت ستة وعشرين شخصاً بممارسة السحر. ادعت أنها كانت ممسوسة من قِبل الشيطان ذاته. لا يوجد توثيق متداول بشأن أين ومتى توفيت إليزابيث بوث شاو.